# Ordsall
Ordsall es una zona central en el municipio de Salford, en el condado de Gran Mánchester, Inglaterra. Está situada al sur de la A57 cerca del río Irwell, que es el principal linde con la ciudad de Mánchester. Ordsall está delimitada al sur por los muelles de Salford (Salford Quays) y el canal naval de Mánchester (Manchester Ship Canal), el cual la separa de Stretford y del Municipio metropolitano de Trafford.
Históricamente parte de Lancashire, Ordsall es el lugar de nacimiento de la cadena de transmisión con rodillo libre, inventada en 1880 por el suizo Hans Renold (1852-1943), que emigró a Mánchester en 1873.